# Dodoma (region)
Dodoma – region (mkoa) w Tanzanii.
W 2002 roku region zamieszkiwało 1 692 025 osób. W 2012 ludność wynosiła 2 083 588 osób, w tym 1 014 974 mężczyzn i 1 068 614 kobiet, zamieszkałych w 453 844 gospodarstwach domowych.
Region podzielony jest na 7 jednostek administracyjnych drugiego rzędu (dystryktów):
- Bahi District Council
- Chamwino District Council
- Chemba District Council
- Dodoma Municipal Council
- Kondoa District Council
- Kongwa District Council
- Mpwapwa District Council

## Klimat
| Miesiąc                          | Sty    | Lut    | Mar   | Kwi    | Maj   | Cze  | Lip  | Sie  | Wrz  | Paź  | Lis    | Gru    | Roczna   |
| -------------------------------- | ------ | ------ | ----- | ------ | ----- | ---- | ---- | ---- | ---- | ---- | ------ | ------ | -------- |
| Średnie temperatury w dzień [°C] | 28.6   | 31.8   | 30.4  | 30.3   | 28.4  | 28.4 | 27.2 | 28.1 | 29.4 | 31.5 | 31.7   | 31.1   | 29,7     |
| Średnie temperatury w nocy [°C]  | 19.3   | 19.8   | 19.5  | 19.4   | 17.9  | 16.0 | 15.6 | 15.6 | 15.1 | 16.7 | 18.2   | 20.1   | 17,8     |
| Opady deszczu [mm]               | 1630.7 | 1168.4 | 276.9 | 1191.3 | 764.5 | 0    | 0    | 0    | 0    | 0    | 1699.3 | 4754.9 | 11 485,9 |
| Źródło: 2016-12-03               |        |        |       |        |       |      |      |      |      |      |        |        |          |